# Pinacendá
Pinacendá es el nombre caló para Andalucía. El idioma caló fue el idioma de los gitanos en España, conformado por multitud de dialectos (a veces ininteligibles entre sí), que, aunque todavía es hablado de forma marginal, está prácticamente muerto. 
Muchos de los topónimos gitanos de España eran traducciones literales, y probablemente Pinacendá no lo es menos; Según Fuentes Cañizares (2008), proviene de *pina (a su vez de pira, es decir, [tú] 'anda') y  la segunda parte, -cendá, podría provenir de cende, que según Borrow (1841) significa 'luz' (Anda-luz). Otra teoría sobre la segunda parte traza su etimología a zet (sing. masc.), 'aceite'. 
Andalucía tiene una gran presencia gitana, y de hecho es la región española con mayor población, con 190 mil gitanos (en 2015). El topónimo Pinacendá queda recogido en el diccionario gitano de Francisco de Sales Mayo (1870), el Álbum de Azara de Basilio Sebastián Castellanos de Losada (1856), o el Vocabulario del dialecto jitano de Augusto Jiménez (1853), y El delincuente español (1898) de Rafael Salillas.